# Tesiv, Ostroh
Tesiv (în ucraineană Тесів) este localitatea de reședință a comunei Tesiv din raionul Ostroh, regiunea Rivne, Ucraina.

## Demografie
Componența lingvistică a localității Tesiv
     Ucraineană (99,52%)
     Alte limbi (0,48%)
Conform recensământului din 2001, majoritatea populației localității Tesiv era vorbitoare de ucraineană (99,52%), existând în minoritate și vorbitori de alte limbi.